# Glenoleon pingrupensis
Glenoleon pingrupensis is een insect uit de familie van de mierenleeuwen (Myrmeleontidae), die tot de orde netvleugeligen (Neuroptera) behoort. 
Glenoleon pingrupensis is voor het eerst wetenschappelijk beschreven door New in 1985.